# 瓦迪亚龙兽属

瓦迪亞龍獸與人類的體型比較圖

瓦迪亞龍獸（學名：Wadiasaurus）是獸孔目二齒獸類的一屬，是種草食性動物，生存於三疊紀中期的印度，化石發現於Yerrapalli組地層。